# Svatopluk Janke
Svatopluk Janke (3. ledna 1909 České Budějovice – 25. ledna 1995 Příbram) byl český architekt, projektant, malíř a grafik.

## Život
Svatopluk Janke se narodil 3. ledna 1909 v Českých Budějovicích v rodině poštovního úředníka. Záhy se rodina přestěhovala do Plzně a otec posléze prošel i první světovou válkou. V roce 1919 začal studovat na II. plzeňské reálce a současně se vzdělával v soukromé malířské škole Aloise Kalvody. Po maturitě pokračoval v profesním vzdělávání na Vysoké škole architektury a pozemního stavitelství v Praze, na studijní cestě po Řecku a Jugoslávii poznával urbanismus, stavby historické i současné. Studium ukončil v roce 1937 státní zkouškou s výborným prospěchem.
Od roku 1940 pracoval jako projektant a vedoucí ateliérů Národního výboru města Plzně a Stavebního podniku města Plzně. Vypracoval 150 stavebních a interiérových projektů většinou pro město Plzeň. Působil v oblasti památkové péče, kde mnohé bylo restaurováno či zachráněno díky jeho obětavé práci. Jako příklad poslouží odkrytí plzeňských portálů hlavně ve středu města a vytvoření ojedinělé galerie pod širým nebem. K dalším jeho známým pracím náležely interiéry kaváren a květinových síní, v záplavě módních laciných umělých hmot vždy respektující ušlechtilé klasické materiály – dřevo, kámen, textil, kov. Patří sem kdysi známá kavárna Corso a Slovan v Plzni nebo restaurace Dubina v Domažlicích. Svatopluk Janke byl i scénografem Divadla J. K. Tyla, zajímal se o loutkářství ve spolupráci s Josefem Skupou. Náležel k aktivním výtvarným umělcům, byl čilým organizátorem uměleckého života. Věnoval se malbě, kresbě a grafické tvorbě. Zajímala ho především krajinomalba, městská i venkovská veduta, historické dominanty měst i otevřené krajiny. Motivy nacházel především v západních Čechách, na Šumavě a posléze se mu stalo blízké Rožmitálsko. Vznikla řada obrazů Plzně, kterou měl rád. Své obrazy Svatopluk Janke často představoval na výstavách kolektivních, zejména se Sdružením západočeských výtvarných umělců a poté i se Svazem československých výtvarných umělců. Připravil rovněž četné samostatné výstavy své volné tvorby. Za celoživotní práci obdržel mnohá ocenění, v roce 1994 pak historickou Pečeť města Plzně.
Zemřel 25. ledna 1995 v Příbrami.

## Dílo
- Návrh kamenné rozhledny s turistickou chatou na Třemšíně, po roce 1930[3][4]
- Autobusové garáže Dopravního podniku statutárního města Plzně, 1952[5]
- Interiér budovy knihovny v Plzni, 1960[6]
- Rekonstrukce budovy bývalé obecní školy v Rožmitále pod Třemšínem, po roce 1972[7]
- Interiér kulturního domu ve Starém Rožmitále, po roce 1970[4]